# Чемпіонат УРСР з легкої атлетики 1955
Чемпіонат УРСР з легкої атлетики 1955 року відбувся 2-6 жовтня в Києві на Республіканському стадіоні імені Микити Хрущова.
Пізні строки проведення першості були зумовлені тим, що наступного року мали відбутися XVI літні Олімпійські ігри, що також припадали на листопад.
На чемпіонаті Володимир Голубничий встановив світовий рекорд у спортивній ходьбі на 20000 метрів на стадіоні (1:30.02,8).

## Медалісти

### Чоловіки
| Дисципліни                | Золото                            | Золото       | Срібло            | Срібло    | Бронза          | Бронза    |
| ------------------------- | --------------------------------- | ------------ | ----------------- | --------- | --------------- | --------- |
| 100 метрів                | Михайло Бондаренко Львів          | 10,7         |                   |           |                 |           |
| 200 метрів                | Тимофій Шевченко Одеса            | 21,9         |                   |           |                 |           |
| 400 метрів                | Семен Кріцштейн Вінниця           | 48,6         |                   |           |                 |           |
| 800 метрів                | Олексій Іванов Одеса              | 1.52,6       |                   |           |                 |           |
| 1500 метрів               | Василь Перепелиця Одеса           | 3.52,2       |                   |           |                 |           |
| 5000 метрів               | Іван Чернявський Черкаси          | 14.03,4 NR   |                   |           |                 |           |
| 10000 метрів              | Іван Чернявський Черкаси          | 29.14,6      |                   |           |                 |           |
| 110 метрів з бар'єрами    | Євген Буланчик Київ               | 14,8         |                   |           |                 |           |
| 400 метрів з бар'єрами    | Семен Кріцштейн Вінниця           | 53,4         |                   |           |                 |           |
| 3000 метрів з перешкодами | Федір Марулін Дніпропетровськ     | 9.06,4       |                   |           |                 |           |
| Ходьба 20000 метрів       | Володимир Голубничий Суми         | 1:30.02,8 WR | В'ячеслав Миронов | 1:34.37,0 | Іван Ярмиш Київ | 1:35.30,0 |
| Стрибки у висоту          | Володимир Сіткін Київ             | 2,00 м       |                   |           |                 |           |
| Стрибки з жердиною        | Петро Денисенко Київ              | 4,20 м       |                   |           |                 |           |
| Стрибки у довжину         | Генріх Червяк Львів               | 7,04 м       |                   |           |                 |           |
| Потрійний стрибок         | Георгій Черевишня Київ            | 15,02 м      |                   |           |                 |           |
| Штовхання ядра            | Віктор Цибуленко Київ             | 15,86 м      |                   |           |                 |           |
| Метання диска             | Святослав Шафранський Сімферополь | 50,82 м      |                   |           |                 |           |
| Метання молота            | Георгій Дибенко Київ              | 57,24 м      |                   |           |                 |           |
| Метання списа             | Віктор Цибуленко Київ             | 75,85 м NR   |                   |           |                 |           |
| Десятиборство             | Стефан Плішка Ужгород             | 6673 очки    |                   |           |                 |           |

### Жінки
| Дисципліни            | Золото                          | Золото    | Срібло | Срібло | Бронза | Бронза |
| --------------------- | ------------------------------- | --------- | ------ | ------ | ------ | ------ |
| 100 метрів            | Валерія Пугаченко Київ          | 12,2      |        |        |        |        |
| 200 метрів            | Поліна Лазарева Одеса           | 24,8      |        |        |        |        |
| 400 метрів            | Поліна Лазарева Одеса           | 55,6      |        |        |        |        |
| 800 метрів            | Людмила Лисенко Дніпропетровськ | 2.08,2    |        |        |        |        |
| 80 метрів з бар'єрами | Ніна Гордієнко Київ             | 11,6      |        |        |        |        |
| Стрибки у висоту      | Олена Кудрявцева Хмельницький   | 1,62 м NR |        |        |        |        |
| Стрибки у довжину     | Галина Сегень Київ              | 5,93 м    |        |        |        |        |
| Штовхання ядра        | Марія Кузнецова Київ            | 14,59 м   |        |        |        |        |
| Метання диска         | Валентина Сбитнєва Одеса        | 47,35 м   |        |        |        |        |
| Метання списа         | Надія Коняєва Київ              | 49,91 м   |        |        |        |        |
| П'ятиборство          | Галина Сегень Київ              | 4390 очок |        |        |        |        |